# Antarctothoa dictyota
Antarctothoa dictyota is een mosdiertjessoort uit de familie van de Hippothoidae. De wetenschappelijke naam van de soort is, als Celleporella dictyota, voor het eerst geldig gepubliceerd in 1993 door Hayward.